# 戈 (武器)

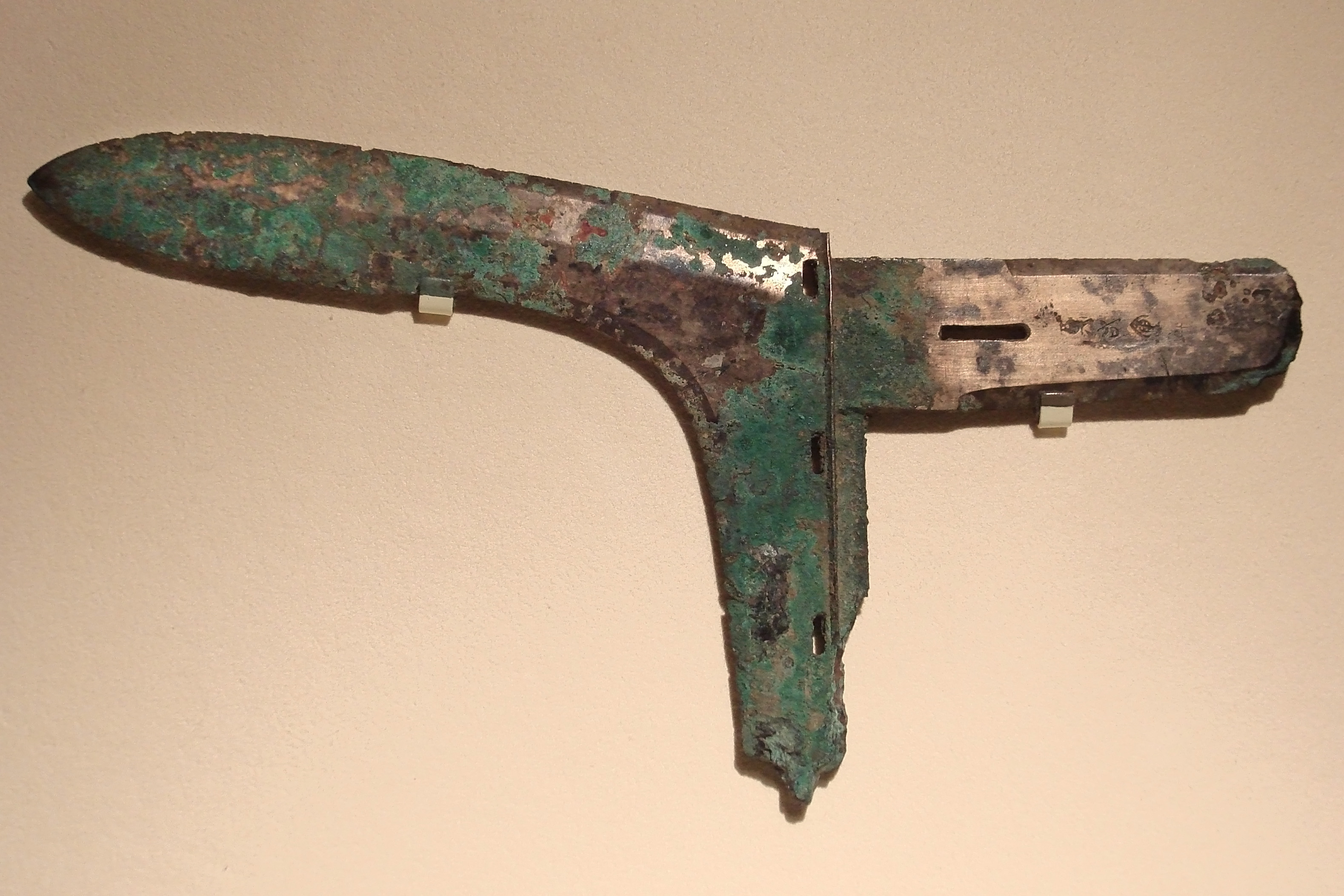
出土古青銅戰戈

戈，又稱雞鳴、擁頸，在中國商代以前就出現的長柄兵器，前端有一柄橫刃，以勾擊為主要攻擊方式，可能自鐮刀演變而成。戈主要盛行於馬拉戰車盛行的年代，在秦代時戈的戰術地位已經有下降，到了西漢由於已轉為步兵與騎兵戰，戈已經不是實戰兵器，到東漢時戈已經絕跡。
戈是短兵器，主要是步兵在近身作戰使用的，而且是一手持盾一手拿戈，成語止戈為武就是在形容當時人戰鬥的模樣，另外戰國時期的《考工記》也有記載，戈長度為1尺6吋，約130公分，所以戈是短兵器，後來戈的替代者也不是長兵器而是刀與劍

## 形制

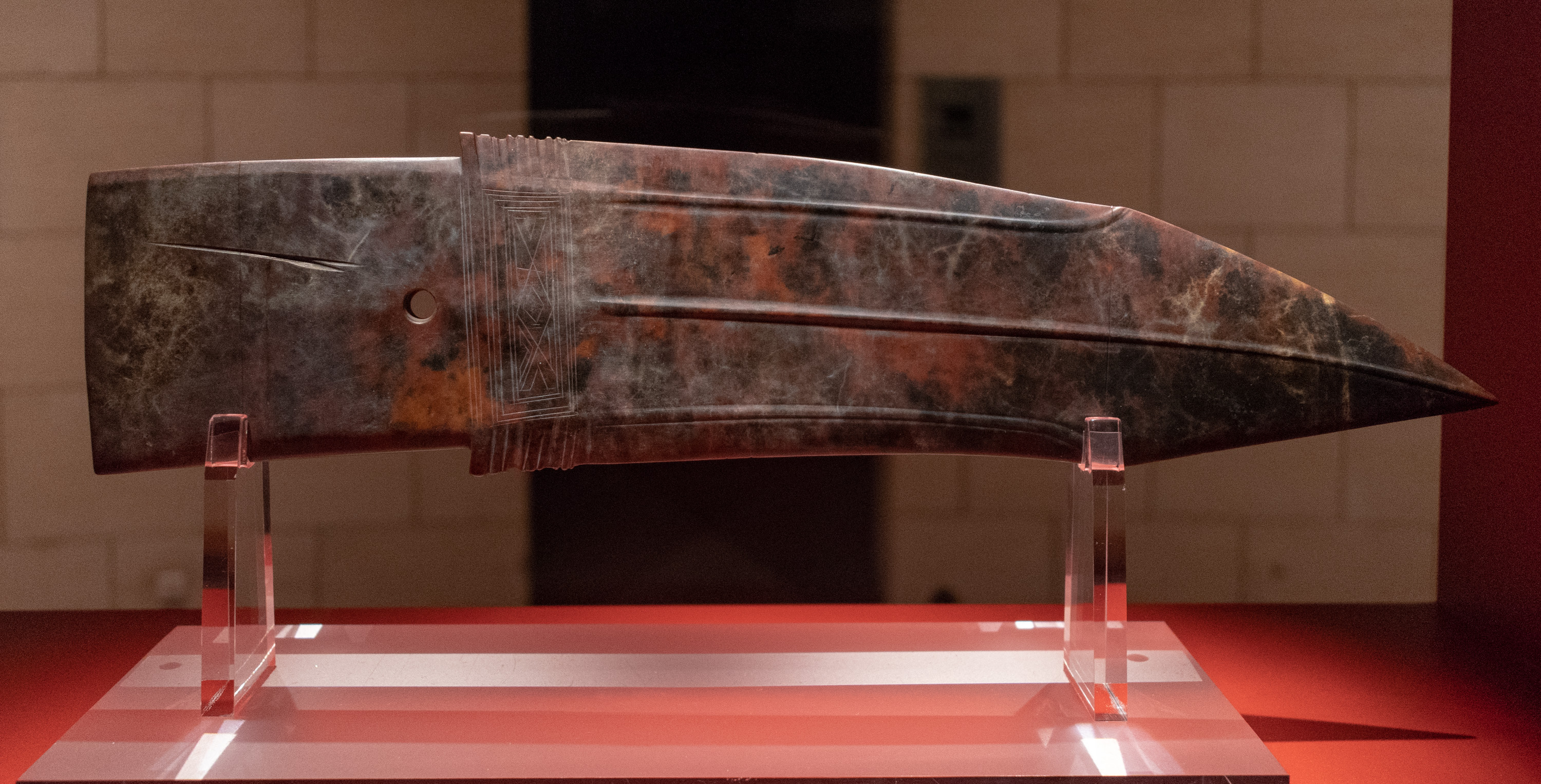
金沙遗址玉戈，长42.6厘米，宽10.43厘米，厚0.9厘米

據許慎《說文解字》指，戈的定義是「平頭戟」，字形本身「從弋」，「一橫之」為象形標誌；段玉裁注《說文解字》引《周禮·考工記·冶氏》鄭玄注，指「戈，今句孑戟也。或謂之雞鳴。或謂之擁頸。」故古時戈又稱「雞鳴」或「擁頸」。 段注稱「戈，句兵也」，又稱「矛刺兵。殳擊兵。殳嫥於擊者也。矛嫥於刺者也。戟者兼刺與句（鉤）者也。戈者兼句與擊者也。用其横刃則爲句兵。用横刃之喙以啄人則爲擊兵。擊與句相因爲用」；徐鍇《說文解字繫詞》指「戟小支上向則為戟，平之則爲戈。一曰戟偏距爲戈」，指戈是一種與戟形制相近的武器。《禮記正義》指：「戈，鉤孑戟也。如戟而橫安刃，但頭不嚮上，為鉤也。」 與段注一致，指戈的形態為長柄前端有一內向橫刃，以鉤擊及啄擊為主要施襲手段。春秋戰國時代，大量文獻中均曾出現戈這種兵器，例如中行獻子曾做夢被晉厲公以戈攻擊。《詩經·秦風·無衣》中有「修我戈矛，與子同仇」、「修我矛戟，與子偕作」之句。《楚辭·國殤》有「操吳戈兮被犀甲，車錯轂兮短兵接。」 可見戈在古代是非常普及的兵器。
《周禮·夏官·司兵》中載有「車之五兵」，鄭玄注釋指五兵為戈、殳、戟、酋矛、夷矛。春秋戰國時代，貴族所駕馭的戰車中通常有三人，中央者名為「御者」，負責駕駛戰車；左側者名「車左」，主要以弓矢為攻擊手段；右側者名「車右」，主要以戈矛作近距離白刃戰，戈是守衛戰車者經常使用的兵器。

## 詞義
戈後來成為了借代兵器的泛用常稱，《說文解字》中「武」字的定義就是「止戈為武」。戈常與其他武器並稱組詞，如「戈矛」、「戈戟」、「戈殳」、「戈矢」、「戈甲」 等。由於戈是較普及的兵器，因此亦被廣義地延展出兵革、戰爭的意義，如「干戈」、「兵戈」；兵士手執兵器者泛稱為「執戈」、「荷戈」；將兵陣前背反者稱「倒戈」；「枕戈待旦」形容軍人以戈為隨身兵器，即使連休息都以戈為枕的備戰狀態；「投戈釋甲」則指軍隊投降。 另外，戈姓亦為中國姓氏之一；戈部亦是中文部首之一。

## 備註
1. ↑  成東、鍾少異，《中國古代兵器圖集》，第12頁。
2. ↑  成東、鍾少異，《中國古代兵器圖集》，第133頁。
3. 1 2 3 4  .   [2012-02-10]. （原始内容存档于2017-10-26）.
4. ↑  《禮記·曲禮上》：「正義曰：戈，鉤孑戟也。如戟而橫安刃，但頭不嚮上，為鉤也。直刃長八寸，橫刃長六寸，刃下接柄處長四寸並廣二寸，用以鉤害人也。刃當頭而利者也，利故不持嚮人也。鐏在尾而鈍，鈍嚮人為敬，所以前鐏後刃也。」
5. ↑  《春秋左氏傳》卷第三十三》：「中行獻子將伐齊，夢與厲公訟弗勝，公以戈擊之。」
6. ↑  《詩經·秦風·無衣》：「豈曰無衣？與子同袍。王于興師，修我戈矛，與子同仇！豈曰無衣？與子同澤。王于興師，修我矛戟，與子偕作！豈曰無衣？與子同裳。王于興師，修我甲兵。與子偕行！」
7. ↑  《楚辭·國殤》節錄：「操吳戈兮被犀甲，車錯轂兮短兵接。旌蔽日兮敵若雲，矢交墜兮士爭先。凌余陣兮躐余行，左驂殪兮右刃傷。霾兩輪兮縶四馬，援玉枹兮擊鳴鼓。」
8. ↑  孔穎達注《尚書·甘誓》指「車右，勇力之士執戈矛以退敵。」
9. ↑  .   [2012-02-10]. （原始内容存档于2016-03-06）.
10. ↑  《三國志·文帝紀》裴松之注引《魏書》：「帝於馬上為詩曰：『觀兵臨江水，水流何湯湯！戈矛成山林，玄甲耀日光。』」
11. ↑  《舊五代史·董璋傳》：「璋大怒，遽領數百人，執持戈戟，驟入驛中。」
12. ↑  《清史稿·樂志·樂章三》：「效折衝，驊騮騁。執戈殳，衛羽林，備公侯腹心。」
13. ↑  《新唐書·哥舒翰傳》：「翰以氊蒙馬車，畫龍虎，飾金銀爪目，將駭賊，掎戈矢逐北。」
14. ↑  晉代伏滔《正淮論》：「藉二世之資，恃戈甲之盛，屈強江淮之上，西向而圖宗國。」
15. ↑  《晉書·劉琨傳》：「與范陽祖逖為友，聞逖被用，與親故書曰：『吾枕戈待旦，志梟逆虜，常恐祖生先吾著鞭。』」
16. ↑  《三國志·姜維傳》：「尋被後主敕令，乃投戈放甲，詣會於涪軍前，將士咸怒，拔刀砍石。」

## 延伸阅读
[在维基数据编辑]
 《欽定古今圖書集成·經濟彙編·戎政典·戈矛部》，出自陈梦雷《古今圖書集成》